# 李岩

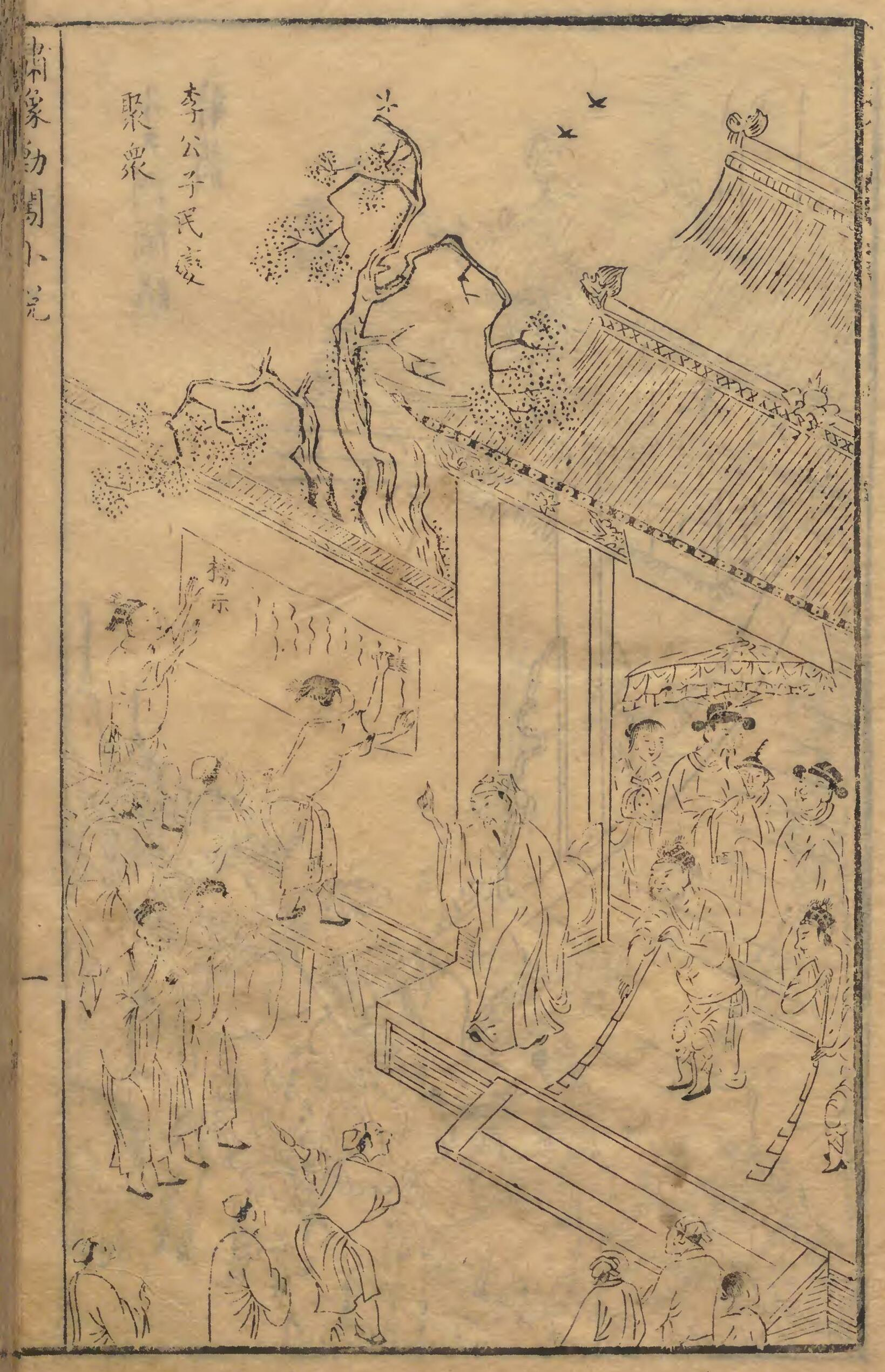
勦闖小說 李公子民變聚眾

李岩（1610年—1644年），原名李信，河南杞縣人，明朝政治人物。是否确有其人有争议。

## 生平
《明史》卷309 李自成傳:「杞縣舉人李信者，逆案中尚書李精白子也，嘗出粟振饑民，民德之曰：「李公子活我。」會繩伎紅娘子反，擄信，強委身焉。信逃歸，官以為賊，囚獄中。紅娘子來救，饑民應之，共出信。」
傳李信为明末兵部司马李精白之养子（見清初年张怡《謏闻续笔》卷一以及道光中徐鼒《小腆紀年》），天啟丁卯年舉人。
明崇禎九年飢荒久旱，李信為飢民進言县令，要求停征稅糧、可惜不被接納，李信只好自己捐出二百多石的米糧賑災。反被指私散家財，買眾心以謀不軌，被誣下獄。飢民因而集眾殺县令劫獄。
崇禎十三年（1640年），李自成轻骑走河南，李信在堂弟李牟的介绍下投靠闖王李自成，因此而加入李自成反明義軍為軍師，李自成賜名為「岩」。
入闖軍後，就勸李自成“尊賢禮士，除暴恤民”，行均田免賦，編童謠處傳唱：“吃他娘，穿他娘，開了大門迎闖王，闖王來時不納糧”，此時河南饑民如大旱之望雲霓，“惟恐自成不至”，“從自成者數萬”，一時士氣大振，所向披糜。
崇禎十七年（1644年），李自成破北京後，劉宗敏、牛金星等陶醉於勝利之際，將士耽于享樂、沈湎酒色。李岩曾進諫四件事：一是李自成退居軍中，待清理六宮後，由百官迎進大內；二是追贓宜分三等；三是各營兵馬不得借居民宅，以嚴肅軍紀；四是宜早登极，其中提出嚴肅軍紀和招撫吳襄、吳三桂父子重要建議，闖王因厭惡而置之不理，劉宗敏甚至強擄陳圓圓，逼吳三桂引清兵入關。後李自成與吳三桂決戰於一片石，敗於多爾袞之鐵騎下，終走西安。逃亡途中，大順丞相牛金星誣陷李岩回河南是要獨立稱王。崇祯十七年（1644年）李岩惨遭冤杀，史載“令金星與岩飲，殺之”，軍師宋獻策不辭而別。次年，李自成在湖北通山縣九宮山遭农民陈九博及其民兵袭击而亡，陈九博后獲官府奖励银两和田地，因此成为地主。

## 人物争议
傳說李岩被活躍於信陽雞公山的流寇頭目紅娘子掠去（清初吳偉業《綏寇紀略》、稍後毛奇齡《後鑒錄》、晚清佚名《檮杌近志》），紅娘子甚美豔，因愛惜李岩之才貌，強迫與他結婚。但紅娘子故事有疑慮。
在歷史上李岩與紅娘子之事仍待考證。无名氏的《梼杌近志》和吴梅村的《鹿樵纪闻》中，都有李岩与红娘子的一些记载。谷应泰的《明史纪事本末》、彭孙贻的《平寇志》、计六奇的《明季北略》皆未提及红娘子。有的学者认为，李岩是虚构人物，曾亲身参加大顺军的河南人鄭廉在《豫变纪略》中否认杞县有李岩其人，康熙《杞縣誌》中附有一篇《李公子辨》，否認李岩是李精白之子，更否認有舉人李岩的存在。1978年，顾诚发表《李岩质疑》，怀疑李岩存在。此前李岩被写入《甲申三百年祭》等著名作品。

## 影視形象
- 1977 李天鷹《碧血劍》
- 1985 吳啟華《碧血劍》
- 1986 廖京生《李信与红娘子》
- 2000 李成昌《碧血劍》
- 2007 程皓楓《碧血劍》

### 根本史料
- 鄭廉《豫變紀略》（廉家去杞縣百餘里，曾陷賊，康熙間尚存。所著書不認為有李岩其人）

### 論文
- 栾星：《李岩之谜》
- 顾诚：《李岩质疑》，《历史研究》1978年第5期。
- 顾诚：《再谈李岩问题》。《北京师范大学学报》1979年第2期。

### 文集
- 栾星：《甲申史商》，中州古籍出版社，1970年
- 顧誠：《李岩質疑 ‐ 明清易代史探微》，光明日報出版社，2012年